# پروژه جنوب (سازمان)
پروژه جنوب: موسسه ریشه‌کنی فقر و نسل‌کشی (یا «پروژه جنوب»: انگلیسی: Project South) یک سازمان غیرانتفاعی مستقر در آتلانتا است که تحقیقات جامعه‌شناختی را در آموزش و سازماندهی پروژه‌ها ادغام می‌کند. پروژه جنوب بر توسعه استراتژی‌های کنشگرانه در پاسخ به مسائل اجتماعی در منطقه جنوبی ایالات متحده تمرکز دارد. این سازمان در سال ۱۹۸۶ توسط جروم اسکات و والدا کاتز-فیشمن تأسیس شد.

## ماموریت
طبق گفته پروژه جنوب،
پروژه جنوب یک سازمان توسعه رهبری مستقر در جنوب است که فضاهایی را برای ایجاد جنبش ایجاد می‌کند. ما با جوامعی که با مبارزه به جلو رانده شده‌اند، همکاری می‌کنیم تا رهبری را تقویت کنیم و آموزش سیاسی و اقتصادی مردمی را برای تحول شخصی و اجتماعی ارائه دهیم. ما با سازمان‌ها و شبکه‌هایی در سراسر ایالات متحده و جنوب جهان ارتباط برقرار می‌کنیم تا از فعالیت‌های محلی خود آگاه شویم و در ایجاد جنبش از پایین به بالا برای عدالت اجتماعی و اقتصادی مشارکت کنیم.
پروژه جنوب بر یک استراتژی چهارجانبه برای مشارکت جوامع هدف تمرکز دارد: آموزش عمومی، توسعه رهبری، مشارکت‌ها و اتحادها، و سازماندهی.

## پروژه‌ها و مشارکت‌ها
فعالیت‌های پروژه جنوب شامل آموزش و تحقیق، سازماندهی محلی، سازماندهی منطقه‌ای و پروژه‌های ملی است که بسیاری از آنها همکاری با سایر سازمان‌های فعال هستند.

### آموزش و تحقیق
پروژه جنوب چندین طرح با تمرکز بر آموزش مردم در مورد نحوه سازماندهی و تشکیل جنبش‌های فعال و تحقیق در مورد فضای اجتماعی فعلی در ایالات متحده ایجاد کرده است.

#### BAM! ایجاد یک جنبش
پروژه جنوب ماهانه جلسات BAM را در آتلانتا برگزار می‌کند تا اعضای جامعه‌ای را که مایل به مشارکت و یادگیری در مورد سازمان و ایجاد جنبش عمومی هستند، آموزش دهد. علاوه بر دوره‌های ماهانه، پروژه جنوب، برنامه‌های سالانه‌ای با عنوان «موسسات BAM» برگزار می‌کند که شامل جلسات متعددی است که حول یک برنامه درسی طراحی شده‌اند تا دانش عمیق‌تری از آموزش و استراتژی‌های ایجاد جنبش را تسهیل کنند.

#### دانشگاه سین فرنترا
دانشگاه سین فرنترا در سال ۲۰۱۰ به عنوان همکاری بین پروژه جنوب و اتحادیه کارگران جنوب غربی تشکیل شد. طبق گفته پروژه جنوب، دانشگاه سین فرنترا «یک فضای عمومی و قابل دسترس برای آموزش است که تغییرات اجتماعی سیستماتیک را پیش می‌برد». این سازمان برای آموزش و ارتباط جوانان علاقه‌مند به فعالیت‌های اجتماعی با سازمان‌دهندگان باتجربه‌تر جامعه تلاش می‌کند.

#### انتشارات
پروژه جنوب یک خبرنامه دوسالانه با نام «همانطور که جنوب پیش می‌رود» منتشر می‌کند. این خبرنامه تجزیه و تحلیل مسائل اجتماعی فعلی، گزارش‌های مبتنی بر جامعه، جنبش‌های محلی و به‌روزرسانی‌هایی در مورد فعالیت‌های سازماندهی پروژه جنوب ارائه می‌دهد.

### سازماندهی محلی
پروژه جنوب، چندین طرح با تمرکز بر سازماندهی جوانان محلی در منطقه آتلانتا، مانند موسسه قدرت اجتماعی سپتیما کلارک (SCCPI) و برنامه اقدام اجتماعی جوانان (YCAP) ایجاد کرده است.

#### موسسه قدرت اجتماعی سپتیما کلارک (SCCPI)
برنامه بورسیه تابستانی SCCPI مهارت‌های رهبری و سازماندهی را به جوانان محلی آتلانتا در سنین ۱۴ تا ۱۹ سال آموزش می‌دهد. این موسسه طرح‌های متعددی مانند کمپین "10mil4real" برای تحقیق در مورد سرمایه‌گذاری بودجه مدرسه؛ "Hoops4Peace"، یک تورنمنت بسکتبال اجتماعی؛ و مجمع جوانان جنوب آتلانتا، که بر بحث‌ها، کارگاه‌ها و فعالیت‌های سازماندهی به رهبری جوانان تمرکز دارد، ایجاد کرده است.

#### برنامه اقدام اجتماعی جوانان (YCAP)
YCAP یک برنامه فوق برنامه است که بر آموزش و تربیت جوانان برای سازماندهی پروژه‌های جدید در جامعه خود تمرکز دارد. اعضای YCAP برنامه رادیویی "جوانان حقیقت را می‌گویند" را که توسط جوانان اداره می‌شود، ایجاد کردند.

### سازماندهی منطقه‌ای
تلاش‌های سازماندهی منطقه‌ای پروژه جنوب شامل مجمع جنبش جنوب و ابتکار مردمی جنوب می‌شود.

#### مجمع جنبش جنوب
طبق projectssouth.org، مجمع جنبش جنوب "یک فرآیند سازماندهی و یک فضای همگرایی است که صداها و تجربیات رهبری مردمی را در خطوط مقدم متعدد متمرکز می‌کند." این مجمع در سال ۲۰۱۲ با گردهمایی بیش از ۱۰۰۰ رهبر و شرکت‌کننده جامعه آغاز شد. از سال ۲۰۱۲ شش مجمع در ایالت‌های سراسر جنوب برگزار شده است.

#### ابتکار مردمی جنوب
ابتکار مردمی جنوب برای توسعه یک جنبش آزادی مدرن جنوبی با تمرکز بر "قدرت مردم، منابع مشترک، شورش فرهنگی، استعمارزدایی و زندگی‌های آزاد شده" تلاش می‌کند. این ابتکار از مجمع جنبش جنوب به عنوان وسیله‌ای برای اتصال فعالان منطقه با یک هدف مشترک سرچشمه گرفته است.

### پروژه‌های ملی
پروژه جنوب با سازمان‌های همفکر در چندین پروژه ملی از جمله لایحه ملی حقوق دانشجویی، مجامع جنبش مردمی، انجمن اجتماعی ایالات متحده و Up South / Down South همکاری می‌کند.

#### لایحه ملی حقوق دانشجویی
لایحه ملی حقوق دانشجویی در ... تأسیس شد.
کنفرانس ذهن‌های آزاد، مردم آزاد در هوستون در سال ۲۰۰۹. هدف آن گرد هم آوردن جوانان ۱۳ تا ۲۵ ساله از سراسر کشور برای تدوین چشم‌اندازی برای لوایح محلی و ملی در مورد آموزش است.

#### مجمع جنبش مردمی
مجمع جنبش مردمی یک استراتژی سازماندهی است که شامل گرد هم آوردن "مجموعه‌ای از سازمان‌های جنبش اجتماعی و افرادی است که به دنبال حکومت بر خود هستند". شرکت‌کنندگان در این مجمع تشویق می‌شوند تا در مورد مسائل اجتماعی بحث کنند و دستور کاری برای عدالت اجتماعی تشکیل دهند. پروژه جنوب یکی از چندین سازمانی است که در مجمع جنبش مردمی شرکت می‌کند.

#### انجمن اجتماعی ایالات متحده
مجمع اجتماعی ایالات متحده که در سال ۲۰۰۷ تأسیس شد، گردهمایی سازمان‌های مردمی برای بحث در مورد استراتژی‌های کنشگری است. این انجمن از مجمع اجتماعی جهانی الهام گرفته شده است. پروژه جنوب سازمان اصلی برای این مجمع افتتاحیه بود. در این مجمع افتتاحیه بیش از ۱۵۰۰۰ شرکت‌کننده در کارگاه‌های آموزشی در سراسر آتلانتا شرکت کردند.

#### جنوب بالا / جنوب پایین
جنوب بالا / جنوب پایین، ابتکاری برای پیوند دادن آمریکایی‌های آفریقایی‌تبار مسن‌تر و جوانان آمریکایی آفریقایی‌تبار از شمال و جنوب است. این ابتکار توسط پروژه جنوب و چندین سازمان محلی دیترویت به عنوان بخشی از انجمن اجتماعی ایالات متحده در دیترویت ایجاد شده است.

## ارتباط با جنبش جان سیاه‌پوستان مهم است
برخی از اعضای پروژه جنوب نیز در تلاش‌های جنبش جان سیاه‌پوستان مهم است برای سازماندهی اعتراضات مدنی و تدوین یک دستور کار ملی مشارکت داشته‌اند.
در پی تیراندازی به هشت افسر پلیس در دالاس در سال ۲۰۱۶، پروژه جنوب و چندین سازمان فعال دیگر که در جنبش جان سیاه‌پوستان مهم است مشارکت داشتند، بیانیه‌ای آنلاین منتشر کردند و مردم آمریکا را به دلیل سوگواری برای مرگ افسران پلیس، اما نه برای آمریکایی‌های آفریقایی‌تبار کشته شده توسط پلیس، به ریاکاری متهم کردند.